# 팻 크로퍼드 브라운
팻 크로퍼드 브라운(영어: Pat Crawford Brown, 1929년 6월 29일 ~ 2019년 7월 2일)은 미국의 배우이다.

## 출연 작품
- 미티어 (2009)
- 부터니어 (2009)
- 슈퍼 카퍼스 (2009)
- 다크 스트리트 (2008)
- 나이스 가이 노빗 (2007)
- 엘 코테즈 (2006)
- 붙어야 산다 (2003)
- 디즈 올드 브로드 (2001)
- 모나리자와 피아니스트 (2000)
- 스키드마크 (1998)
- 잭 프로스트 (1998)
- 청춘 스케치 (1994)
- 도망자의 밤 (1993)
- 시스터 액트 2 (1993)
- 작은 악마의 유희 (1992)
- 와일드 엔젤 (1992, Bad Love)
- 시스터 액트 (1992)
- 아웃 오브 사이트, 아웃 오브 마인드 (1990)
- Elvira, Mistress of the Dark (1988)

### 텔레비전
- Coach (1989-97)
- Knots Landing (1990)
- 머피 브라운 (1990-95)
- 케빈은 열두살 (1992)
- 우리 생애 나날들 (1993-2009)
- 저징 에이미 (2000-02)
- 길모어 걸스 (2002-04)
- 위기의 주부들 (2004-07)